# Doigt de Gargantua
Le doigt de Gargantua est un menhir situé à Plévenon dans le département français des Côtes-d'Armor.

## Description
Le menhir en granite se présente comme un obélisque très fin (2,64 m de hauteur pour 0,49 m de largeur et 0,24 m d'épaisseur. Il était surmonté autrefois d'une croix. C'est vraisemblablement lors de cette christianisation que le menhir originel a été retaillé aussi finement.
Le menhir est situé sur le chemin menant au Fort la Latte.

## Folklore
Il existe plusieurs légendes sur ce menhir en lien avec les péripéties du géant Gargantua alors qu'il enjambait la Manche pour rejoindre les côtes d'Angleterre, d'où ses diverses dénominations : le géant aurait ainsi perdu sa doigt, ou sa dent (« Dent de Gargantua », « Doigt de Gargantua » et la trace de ses sabots et de sa canne seraient visibles dans la roche, au pied du menhir (« Bâton de Gargantua », « Aiguille de Gargantua »),.
Une autre légende raconte que Gargantua serait mort au Cap Fréhel après un dur combat avec des Korrigans. On dit que tous les îlots que l'on peut voir dans la mer, seraient des morceaux du Géant et que le menhir représenterait son doigt qui serait tombé ici et se serait fiché dans le sol.

## Évocations
Dans la bande dessinée Le Fantôme de Fort-la-Latte (série Les Aventures de Vick et Vicky), Vick découvre au pied du menhir six cercueils contenant le trésor des Templiers.